# Cystein
Cystein (viết tắt là Cys hoặc C) là một α-amino acid với công thức hóa học HO2CCH(NH2)CH2SH. Đây là amino acid không thiết yếu, nghĩa là cơ thể người tự tổng hợp được. 